# Caritas (organizacja)

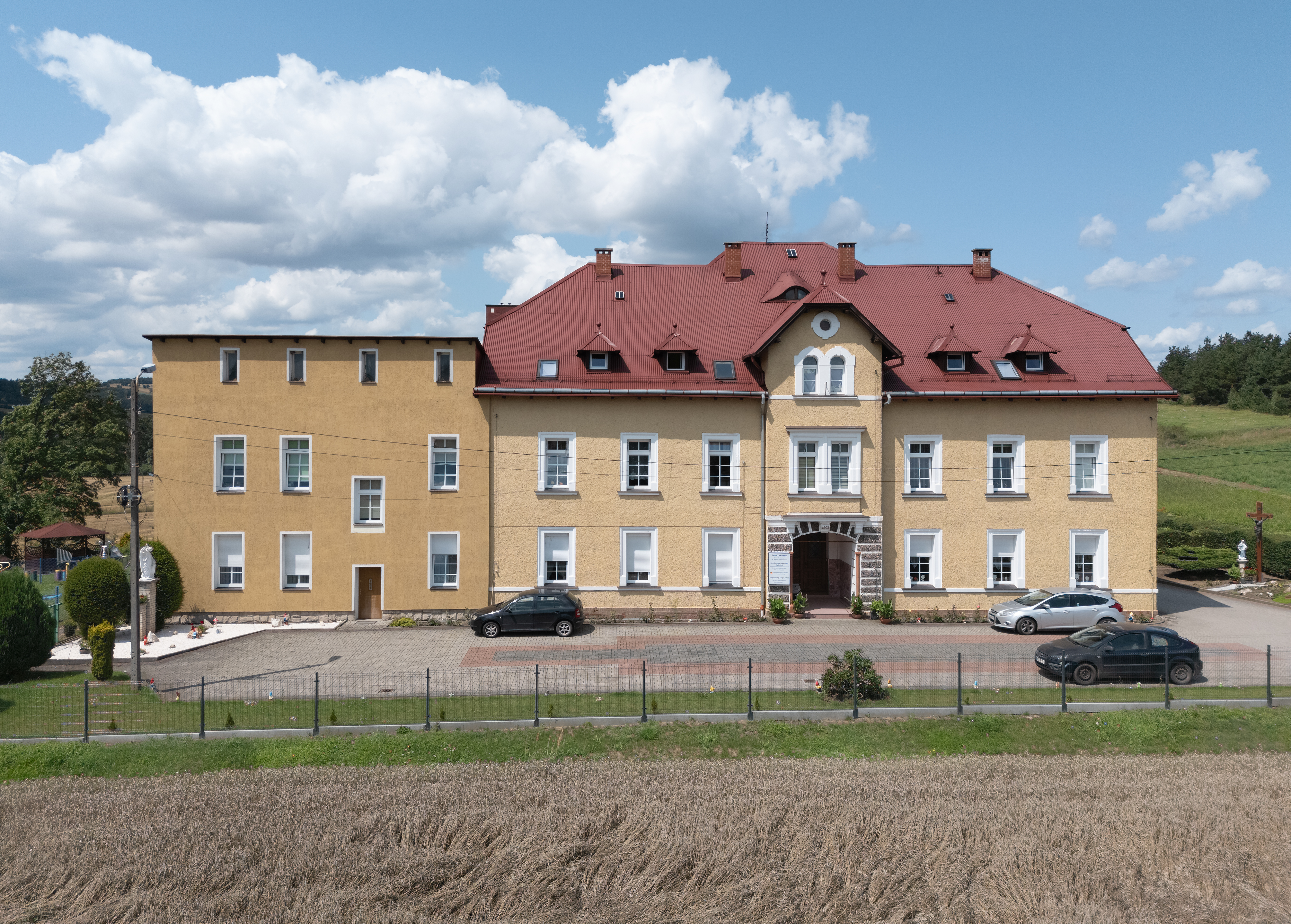
Dom opieki Caritas w Ścinawce Dolnej

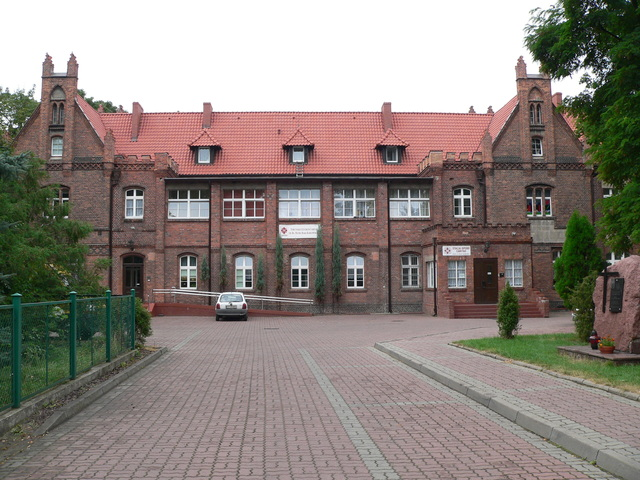
Główna siedziba Caritas diecezji toruńskiej w Toruniu

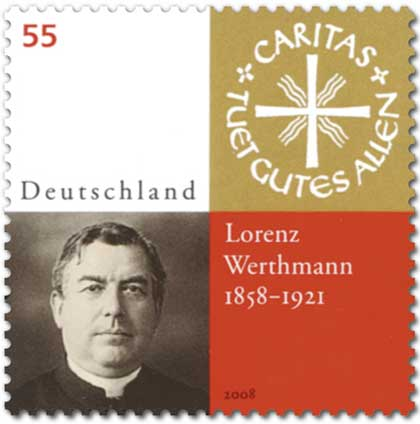
Założyciel Caritas na niemieckim znaczku pocztowym

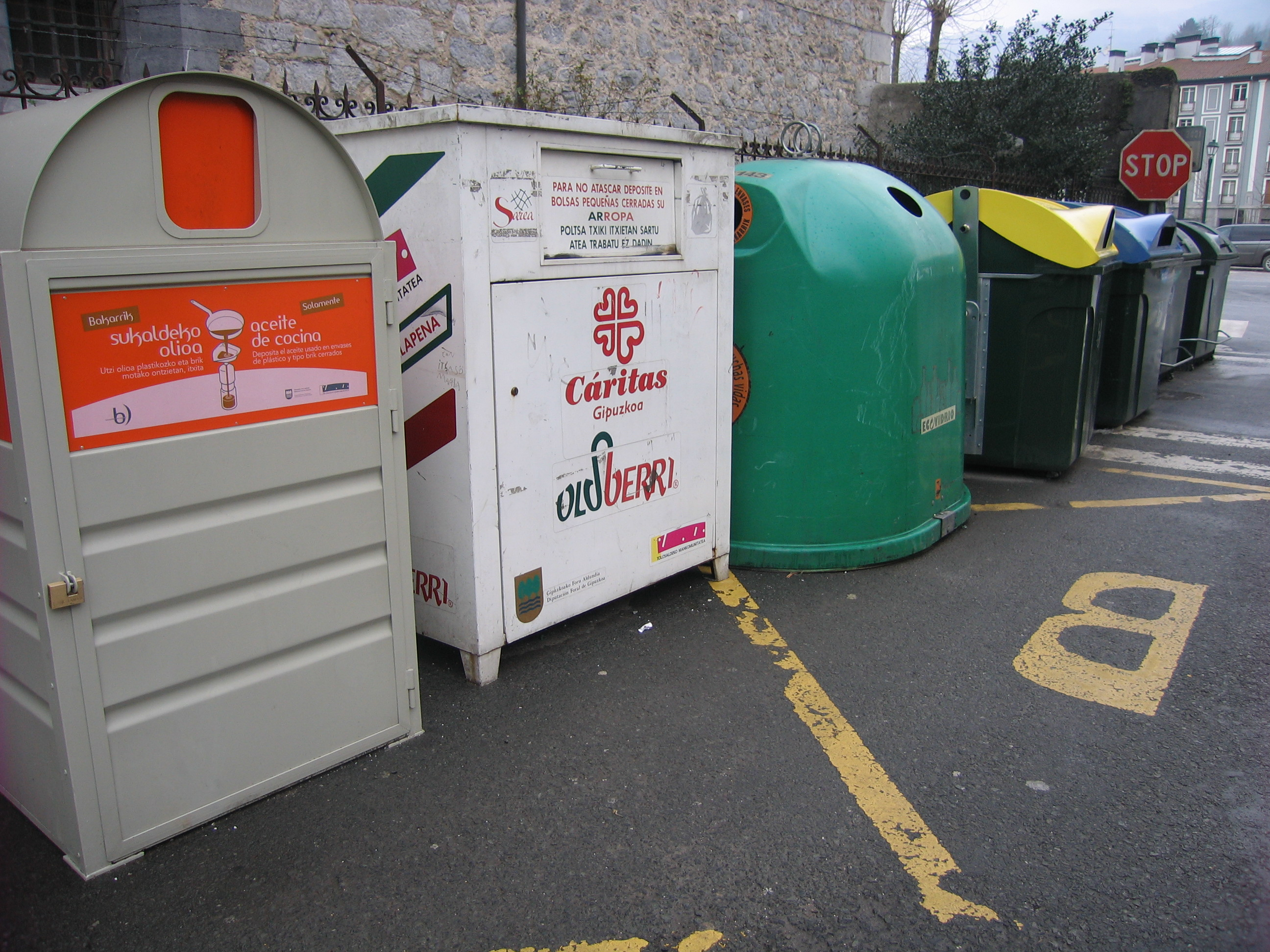
Kontenery Caritas do zbiórki odzieży w Hiszpanii

Caritas (ang. Caritas Internationalis) – katolicka organizacja charytatywna działająca na całym świecie, w tym również w Polsce. Nadzór nad polskim oddziałem pełni Konferencja Episkopatu Polski. Caritas Catholica powstała w 1926 roku.

## Historia Caritas w Europie
Proces centralizacji katolickiego ruchu dobroczynnego przypada na przełom XIX i XX wieku. Pierwszy Office central des institutiones charitables powstał w 1890 w Paryżu i był dziełem Ludwika Levebre. Jego zadanie było skromne i polegało na utrzymywaniu kontaktu między poszczególnymi dziełami dobroczynnymi oraz popularyzacji działalności charytatywnej w społeczeństwie. W Niemczech centralizacja poszła dalej. W 1897 ks. Lorenz Werthmann założył związek dzieł dobroczynnych pod nazwą Caritasverband. Siedzibą centrali stał się Fryburg Bryzgowijski. Za przykładem Niemiec poszła Austria, gdzie w 1900 stworzono Zentralstelle der katholischen Vereine fuer freiwillige Wohltaetigkeit. Z okazji kongresu eucharystycznego w Amsterdamie w 1924 powstał projekt utworzenia międzynarodowej organizacji charytatywnej pod nazwą Caritas Catholica. Zarząd tej organizacji ukonstytuował się na konferencji w Lucernie w 1926, na siedzibę związku wybrano Bazyleę. Polskę reprezentował w nim Związek Poznański w osobach ks. Walentego Dymka i ks. Janiaka.

## Historia Caritas w Polsce
Na ziemiach polskich związki towarzystw dobroczynnych powstały również na przełomie stuleci: w 1895 we Lwowie powstał Związek Katolickich Towarzystw i Zakładów Dobroczynnych, który koordynował pracę stowarzyszeń św. Wincentego a’Paulo oraz innych towarzystw i dzieł charytatywnych. W 1907 ks. Stanisław Adamski wraz z ks. Piotrem Wawrzyniakiem zwołał w Poznaniu zebranie organizacyjne Związku Polsko-Katolickich Towarzystw Dobroczynnych. Poznański Związek Caritas wzorujący się w swej organizacji i formach pracy na niemieckim Caritasverband odegrał pionierską rolę w stosunku do inicjatyw, które po odrodzeniu Polski zostały podjęte we wszystkich diecezjach w Polsce. Na przełomie lat dwudziestych i trzydziestych XX wieku prawie we wszystkich diecezjach w Polsce powstały lokalne związki Caritas. W 1937 powstał projekt stworzenia centrali diecezjalnych związków, na przeszkodzie w realizacji tego projektu stanęła II wojna światowa.

### Okres 1945–1989
Po zakończeniu okupacji diecezjalne związki Caritas reaktywowały swoją działalność. Stosunki z państwem przebiegały poprawnie do 1947. Państwo akceptowało warunki działania organizacji, a nawet ją wspierało. Minister Pracy i Opieki Społecznej, Jan Stańczyk udzielał Caritasowi subwencji na cele dobroczynne. Działo się to na mocy pisma z 15 lipca 1945 do arcybiskupa Adama Sapiehy. Rząd zgodził się również na rozprowadzanie darów z UNRRA przez struktury organizacji (dary, zwłaszcza amerykańskie, były zresztą chętniej kierowane do struktur kościelnych niż państwowych). Zwrócono też Caritasowi majątki kościelne zagrabione w czasie wojny i powierzono administrację oraz prowadzenie niektórych zakładów państwowych. Pozwolono też na wydawanie miesięcznika „Caritas”. Lokalni dygnitarze uczestniczyli w działaniach charytatywnych, a nawet wchodzili w skład zarządów i oddziałów organizacji. W związku z tym zaczęto odbudowywać struktury już od stycznia 1945. Wznowiono działanie szesnastu dawnych związków diecezjalnych oraz utworzono dziewięć nowych, w tym pięć na Ziemiach Odzyskanych. Organizacja została oficjalnie reaktywowana w dniach 26-27 czerwca 1945 w Częstochowie. Krajową Centralę utworzono w Krakowie. Organem nadzorczym stała się nowopowstała Komisja Episkopatu ds. Akcji Charytatywnej, którą kierował arcybiskup Sapieha. Pierwszym dyrektorem centrali mianowano księdza Karola Pękalę.
Pomoc kierowano w tym czasie zwłaszcza do ofiar wojny oraz repatriantów. Odbywało się dożywianie w kuchniach społecznych, wspieranie podróżnych w izbach dworcowych, opiekowano się matkami z dziećmi. Zakładano krótkoterminowe domy noclegowe. Organizowano półkolonie dla dzieci oraz zakłady opieki całkowitej lub częściowej. Rozdysponowywano pomoc zagraniczną. Kontynuowano też działania przedwojenne, zwłaszcza w zakładach stacjonarnych. W 1946 Caritas miał niecałe 3000 zakładów. Do zakładów opieki częściowej należały: 743 ochronki i przedszkola, trzy żłobki dzienne, trzynaście poradni dla matek z dziećmi, 151 kuchni i punktów dożywiania, 76 ambulatoriów, 25 świetlic i dziewięć domów noclegowych. Zakłady opieki całkowitej to: 27 żłobków, 183 domy dziecka, 125 internatów, 22 zakłady mieszane dla dzieci i dorosłych, 125 przytułków dla starców, pięć zakładów specjalnych, osiem sanatoriów i prewentoriów i 256 szpitali. Liczba wolontariuszy w 1948 była wyższa niż 830.000.
Po roku 1947 przychylność państwa wobec Caritasu osłabła. Rząd komunistyczny nie obawiał się już tak potęgi Kościoła, a ponadto nastąpiła stabilizacja struktur władzy. Od 1948 komuniści eliminowali Kościół z działalności charytatywnej.
21 września 1949 Rada Ministrów wydała uchwałę o upaństwowieniu szpitali będących własnością kościelną. Szpitale zostały nieodpłatnie przejęte na własność państwa. Po nadużyciach, do jakich doszło we wrocławskim oddziale Caritas na przełomie 1949 i 1950 roku, władze państwowe, wykorzystując sytuację, przystąpiły do likwidacji tej organizacji. 25 stycznia 1950 władze państwowe ustanowiły nowe, komisaryczne zarządy we wszystkich siedzibach związków diecezjalnych. Celem specjalnych komisji była likwidacja Caritas i przejęcie jego majątku. Centrala ogólnopolskiego związku Caritas otrzymała nowe władze (tzw. zarząd przymusowy) w osobach: ks. Antoni Lemparty, poseł Frankowski, Andrzej Micewski, ks. Stanisław Skurski, Michał Wojciechowski, Stanisław Roztworowski, Damian Kopaczyński, ks. Ludwik Zalewski.
Wyprzedzając działania władz, poszczególni biskupi przystąpili do likwidacji diecezjalnych oddziałów Caritas w podległych sobie diecezjach. Działalność charytatywna Kościoła w Polsce została sprowadzona ponownie do poziomu parafii. W 1980 przewodniczącym Komisji Charytatywnej Episkopatu Polski został mianowany biskup Czesław Domin. Z tą chwilą siedziba Komisji znalazła się w Katowicach. W okresie stanu wojennego w Katowicach koordynowano rozdział pomocy materialnej (żywność, ubrania, sprzęt medyczny i lekarstwa) przychodzącej z całego świata. W wielu diecezjach polskich powstały komitety pomocy internowanym.

## Caritas Polska

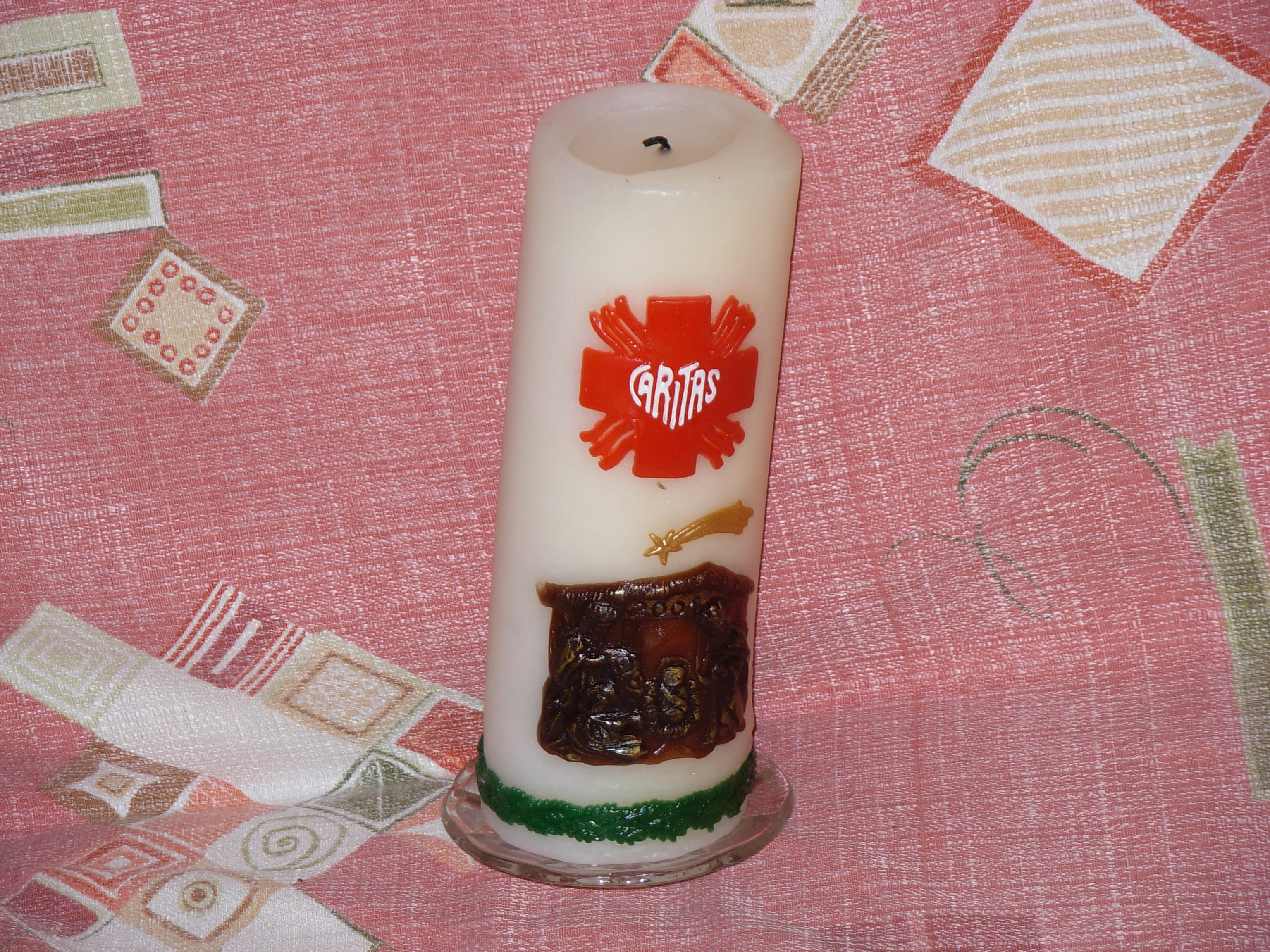
Świeca Caritas

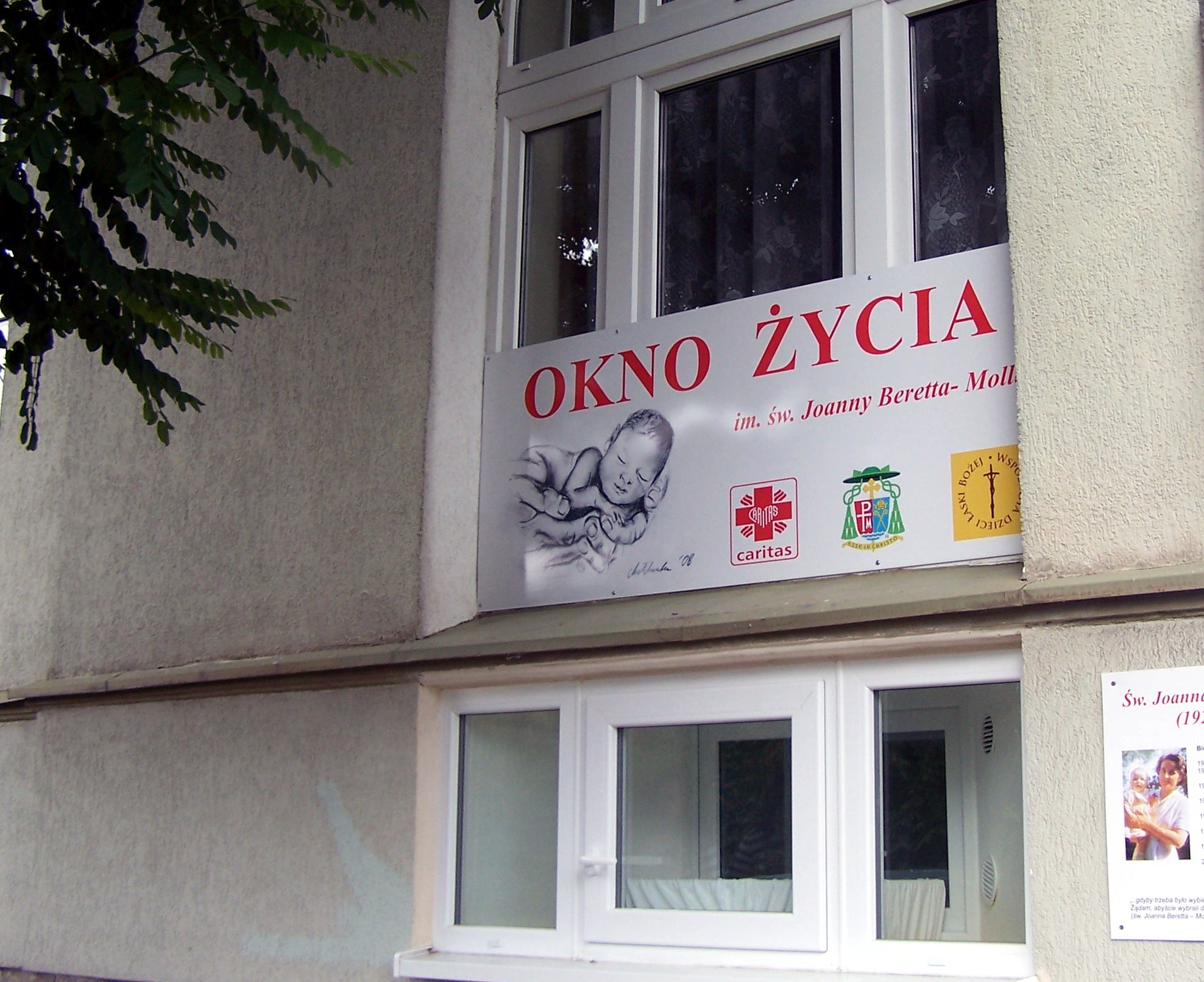
Okno życia „Caritas” im. św. Joanny Beretty-Molli w Koszalinie przy ul. Wojska Polskiego 13

Caritas Polska jest instytucją charytatywną Konferencji Episkopatu Polski. Została reaktywowana 10 października 1990. Pierwszym dyrektorem po zmianach ustrojowych został ks. Marian Subocz w 1992, który rozpoczął tworzenie struktur tej największej instytucji charytatywnej w Polsce. Działa w oparciu o ustawę z dnia 17 maja 1989 o stosunku Państwa do Kościoła katolickiego. Odwołuje się do tradycji pracy charytatywnej Caritas sprzed 1950. Dekret abp. Sapiehy z 25 sierpnia 1945 erygował Krajową Centralę „Caritas”. Posiada własną osobowość prawną i działa w oparciu o przepisy prawa kościelnego i państwowego. Od 2004 posiada status organizacji pożytku publicznego (nr 0000198645). Caritas Polska koordynuje pracę 44 Caritas diecezjalnych i archidiecezjalnych w Polsce. Współpracuje na arenie międzynarodowej z Caritas Internationalis i Caritas Europa. Udziela pomocy doraźnej i długofalowej, materialnej i finansowej osobom bezrobotnym, bezdomnym, chorym, starszym, dzieciom z rodzin ubogich, a także imigrantom i uchodźcom. Caritas udziela również pomocy humanitarnej ofiarom wojen, kataklizmów i nieszczęść naturalnych poza granicami Polski.
Działalność Caritas w Polsce na początku lat dziewięćdziesiątych XX wieku to głównie dystrybucja darów materialnych otrzymywanych z zagranicy. Szybko jednak zmieniła swoją strategię i zajęła się udzielaniem pomocy charytatywnej dzięki środkom pozyskiwanym od ludzi dobrej woli i instytucji. Caritas utworzyła profesjonalne placówki opiekuńczo-wychowawcze: Stacje Opieki Caritas, ośrodki rehabilitacyjne, Zakłady Pielęgnacyjno-Opiekuńcze, Domy Pomocy Społecznej, Warsztaty Terapii Zajęciowej, Domy Samotnej Matki, kuchnie dla ubogich, świetlice dziennego pobytu dla dzieci i osób w podeszłym wieku itp. Roczna wartość pomocy udzielanej przez Caritas sięga około pięćdziesięciu milionów złotych.
W ciągu swego istnienia Caritas w Polsce przygotowała i wdrożyła kilka programów ukierunkowanych zarówno na pomoc krajową (organizacja zimowego i letniego wypoczynku dla dzieci z ubogich rodzin – m.in.: Wigilijne Dzieło Pomocy Dzieciom, Jałmużna Wielkopostna, Kromka Chleba, Program Skrzydła, Okno życia) i zagraniczną (Rodzina Rodzinie).
Od czerwca 2017 dyrektorem Caritas Polska był ks. Marcin Iżycki. 26 czerwca 2024 został zawieszony w pełnieniu tej funkcji. W listopadzie tego samego roku nowym dyrektorem instytucji został ks. Janusz Majda.

## Wyróżnienia
W grudniu 2009 Rzecznik Praw Obywatelskich Janusz Kochanowski uhonorował organizację Caritas Polska Odznaką honorową „Za Zasługi dla Ochrony Praw Człowieka”, a w 2016 Rzecznik Praw Dziecka wyróżnił organizację Odznaką Honorową za Zasługi dla Ochrony Praw Dziecka. Caritas otrzymała tytuł „Organizacja Pozarządowa Roku” 2018 Forum Ekonomicznego.